# Aeroportul Roseberth
Aeroportul Roseberth (IATA: RSB, ICAO: YRSB) este un aeroport din Queensland, Australia.
Situat la o altitudine de 54 m, aeroportul dispune de o singură pistă.